# 唱 (歌曲)
唱（日语：／）是Ado演唱的歌曲。其作词为TOPHAMHAT-KYO（FAKE TYPE.），音乐和编曲为Giga和TeddyLoid。它于2023年9月6日作为维京音乐的數位单曲发行。

## 概述
这是2021年4月发布的《起舞》以来，约2年5个月之后Ado再一次演唱由Giga和TeddyLoid作曲的歌曲。EDM的特点是充满异国情调的节拍，让人想起印度音乐。也是与作词家TOPHAMHAT-KYO继《Utakatararabai》之后首次合作。
该歌曲是与日本环球影城万圣节活动“萬聖節恐怖之夜”的合作歌曲，并被用作舞蹈节目“ゾンビ・デ・ダンス（僵尸舞）”的主题曲，自2023年起一直使用。
它还将在游乐设施“好萊塢美夢‧乘車遊”和“好萊塢美夢‧乘車遊 ~Backdrop~”中限时安装。
Ado表示，演唱这首歌的难度是“有史以来最难的”，她在YouTube平台上与声乐训练师白石凉合作，亲自解释了如何演唱这首歌。

## 商业成绩
该歌曲發行后在Billboard Japan Hot 100中排名第8，由于流媒体播放量的增加，排名持續上升，并在第三周登上排行榜榜首（图表发布于2023年9月27日）。这是她继《煩死了》和《新时代》之后第三首拿到周榜第一名的歌曲。此后连续四周保持第一名的位置。
在Oricon公信榜上，于2023年10月30日在“每周数字单曲排行榜”和“每周流媒体排行榜”中获得第一名，取得两项数字排名
据Billboard Japan统计，累计播放量在9周内突破1亿次，根据Oricon统计，累计播放量在8周内突破1亿，创下自身歌曲最快破億的紀錄。
2024年4月3日，這首歌在Billboard JAPAN的串流媒體播放次數超過3億。

### 认证及销售
|                        | 认证（RIAJ） | 销量/观看次数     |
| ---------------------- | ------------ | ----------------- |
| 流媒体                 | 雙白金       | 200,000,000次浏览 |
| *销量/浏览量仅基于认证 |              |                   |

## 脚注
1. ↑  . Real Sound｜リアルサウンド. 2023-08-29  [2023-09-18]. （原始内容存档于2023-09-18） （日语）.
2. ↑  . Real Sound｜リアルサウンド. 2023-08-29  [2023-09-18]. （原始内容存档于2023-09-18） （日语）.
3. ↑  Inc, Natasha. . 音楽ナタリー.   [2023-09-18]. （原始内容存档于2024-07-04） （日语）.
4. ↑  . ORICON NEWS. 2023-07-06  [2023-09-18]. （原始内容存档于2024-01-17）.
5. ↑  ,   [2023-09-19], （原始内容存档于2024-06-22） （日语）
6. ↑  . モデルプレス - ライフスタイル・ファッションエンタメニュース. 2023-09-20  [2023-10-28]. （原始内容存档于2023-10-28） （日语）.
7. ↑  . 音乐产业综合信息网站（音楽業界総合情報サイト） | Musicman. 2023-09-27  [2023-09-27]. （原始内容存档于2023-10-06） （日语）.
8. ↑  . 音乐产业综合信息网站（音楽業界総合情報サイト） | Musicman. 2023-10-18  [2023-10-28]. （原始内容存档于2023-10-28） （日语）.
9. ↑  . ORICON NEWS.   [2023-10-28]. （原始内容存档于2023-10-30） （日语）.
10. ↑  . 音乐产业综合信息网站（音楽業界総合情報サイト） | Musicman. 2023-11-01  [2023-11-23]. （原始内容存档于2023-11-23） （日语）.
11. 1 2  . Billboard JAPAN.   [2023-11-08]. （原始内容存档于2023-11-12）.
12. ↑  . Billboard JAPAN.   [2024-06-23]. （原始内容存档于2024-05-22） （日语）.
13. ↑  . プレスリリース・ニュースリリース配信シェアNo.1｜PR TIMES. 2024-02-29  [2024-06-23]. （原始内容存档于2024-03-03） （日语）.